# 忠生
忠生（ただお）は、東京都町田市の地名。現行行政地名は忠生一丁目から四丁目。郵便番号は194-0035。

## 地理
町田市中部に位置する。東は山崎町、西は矢部町、常盤町、根岸町、南は根岸、木曽西、北は下小山田町、図師町と接している。

### 地価
住宅地の地価は、2014年（平成26年）1月1日の公示地価によれば、忠生3丁目20番9の地点で13万4000円/m2となっている。

## 歴史

### 地名の由来
1889年（明治22年）4月1日 、木曽村・上小山田村・下小山田村・図師村・山崎村・根岸村が合併し、南多摩郡忠生村が成立した。忠生とは、この地域が『太平記』に新田義貞の身代わりとして湊川の戦いで討ち死にしたという記述がある小山田高家に因んで、「忠義な人が生まれた所」であることから名づけられたという。1958年（昭和33年）、近隣1町2村との合併で町田市となったことにより忠生の名称は一度消滅する。その後土地区画整理事業が進み、1978年に町名として復活した。

### 沿革
- 1978年（昭和53年）6月9日 - 木曽町、山崎町、根岸町、図師町のそれぞれ一部より忠生一〜四丁目を新設。

## 世帯数と人口
2018年（平成30年）1月1日現在の世帯数と人口は以下の通りである。
| 丁目       | 世帯数    | 人口    |
| ---------- | --------- | ------- |
| 忠生一丁目 | 762世帯   | 1,544人 |
| 忠生二丁目 | 1,134世帯 | 2,531人 |
| 忠生三丁目 | 965世帯   | 2,099人 |
| 忠生四丁目 | 543世帯   | 1,107人 |
| 計         | 3,404世帯 | 7,281人 |

## 小・中学校の学区
市立小・中学校に通う場合、学区は以下の通りとなる。
| 丁目       | 番地                                                     | 小学校             | 中学校             |
| ---------- | -------------------------------------------------------- | ------------------ | ------------------ |
| 忠生一丁目 | 全域                                                     | 町田市立山崎小学校 | 町田市立忠生中学校 |
| 忠生二丁目 | 1～22番地 27番地45 50～56番地                            | 町田市立山崎小学校 | 町田市立忠生中学校 |
| 忠生二丁目 | 23～26番地 27番地1～44 27番地46～69 28～33番地           | 町田市立忠生小学校 | 町田市立忠生中学校 |
| 忠生三丁目 | 1～5番地 6番地4～20 6番地24～27 6番地53～105 7～25番地   | 町田市立忠生小学校 | 町田市立忠生中学校 |
| 忠生三丁目 | 6番地1～3 6番地21～23 6番地28～49 都営忠生第3（6番地21） | 町田市立山崎小学校 | 町田市立忠生中学校 |
| 忠生四丁目 | 全域                                                     | 町田市立忠生小学校 | 町田市立忠生中学校 |

## 交通

### 路線バス
- 鉄道駅より離れているため、神奈川中央交通による路線バスが主な移動手段となっており、町田バスセンター・町田ターミナル、橋本駅北口（一部便は多摩境駅経由）、淵野辺駅北口、鶴川駅などへ向けての路線が運行されている。なお、最寄り駅は淵野辺駅となるが運行本数が少ないために、頻発している町田バスセンターなどの町田駅方面へ向かうのが主流である。
- 町内にある「上宿（かみじゅく）」停留所（現・かつや町田忠生店敷地）は、かつて神奈川中央交通の折り返し場があった地点であり、過去には当停留所始発・終着の系統（町22系統）も頻発していたが、現在は平日朝1本の始発便が残るのみとなっている（神奈川中央交通町田営業所#町田バスセンター - 市民病院 - 上宿・図師方面の項も参照の事）。

### 道路・橋梁

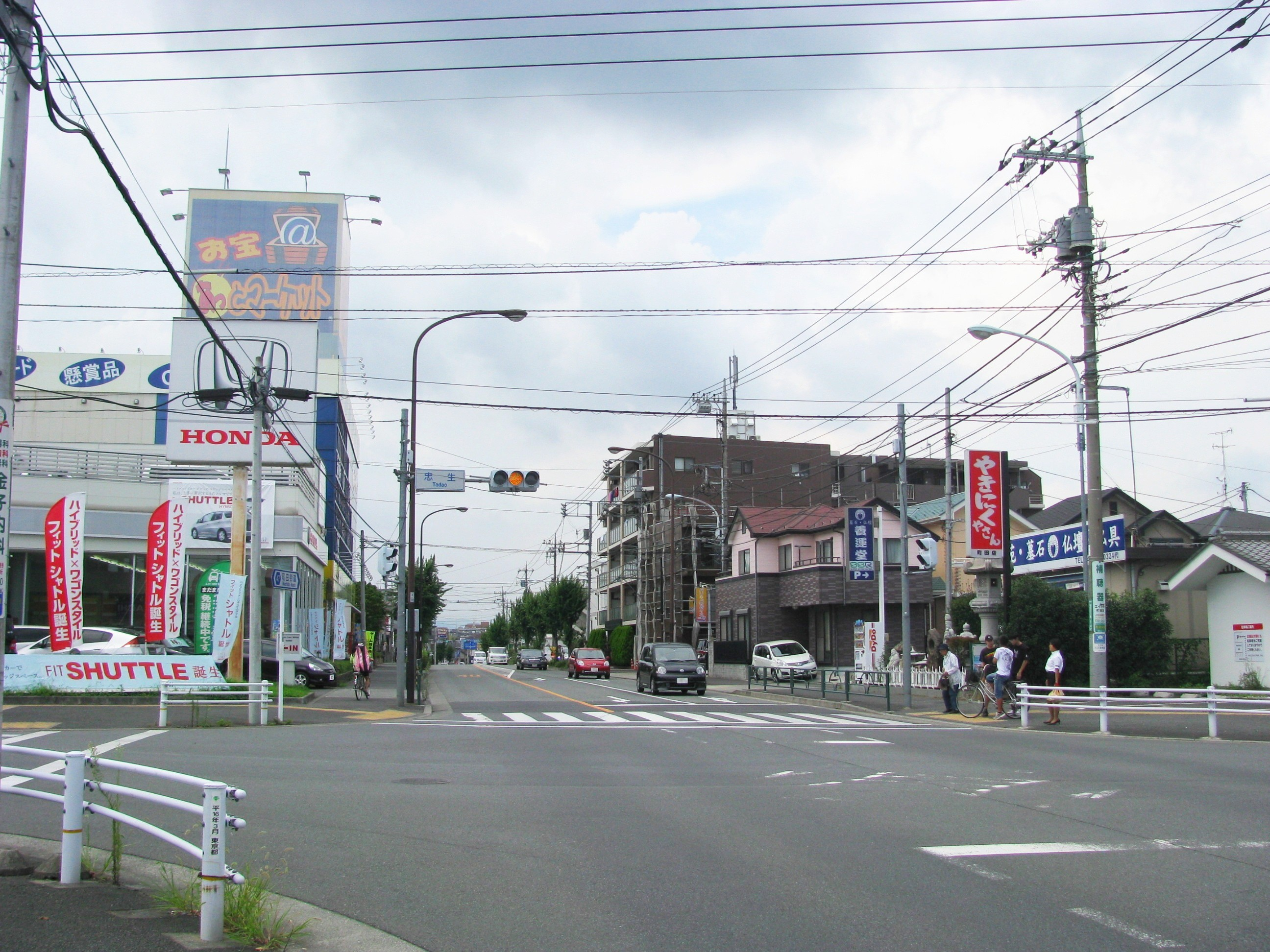
町田街道（忠生交差点）

- 東京都道47号八王子町田線（町田街道）
- 東京都道57号相模原大蔵町線（芝溝街道）
- さくら通り
- 忠生公園通り

## 施設
行政
- 町田市忠生市民センター
  - 町田市忠生保健センター
  - 町田市立忠生図書館

文化
- 町田市子どもセンターただON
- 町田市戦没者合同慰霊塔・会館

教育
- 小学校
  - 町田市立山崎小学校

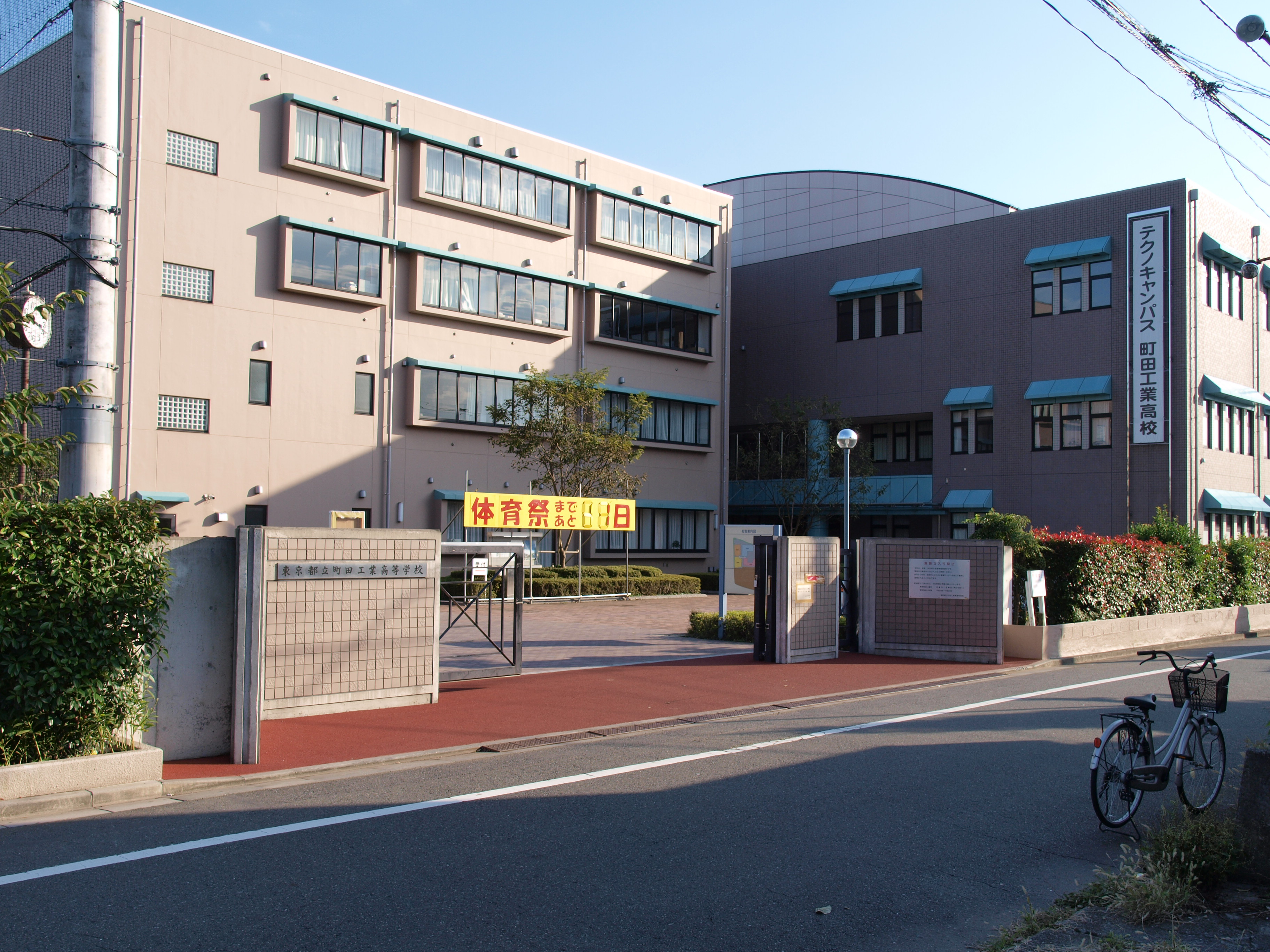
東京都立町田工科高等学校

  - 町田市立忠生小学校 - 1912年開校。戦後まもなく忠生小学校となったが、分校の独立により1958年に「忠生第一小学校」を名乗る形となる。その後「第七」まで増加したが統廃合が相次いだため、2009年にそれまでの学区域を分離して図師小学校が開校したことを契機に現在の校名に戻した[8]。
- 中学校
  - 町田市立忠生中学校
- 高等学校
  - 東京都立町田工科高等学校（旧・東京都立町田工業高等学校）
- 大学
  - 桜美林大学町田キャンパス - 所在地は町田市常盤町

研究所
- 高速道路総合技術研究所（NEXCO総研）

商業
- ツルハドラッグ町田忠生店

警察
- 町田警察署 忠生地区交番
- 町田警察署 忠生駐在所

消防
- 町田消防署 忠生出張所

郵便局

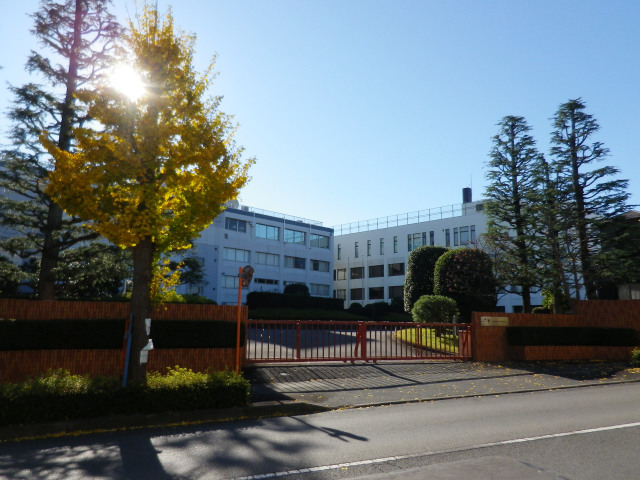
NEXCO総研

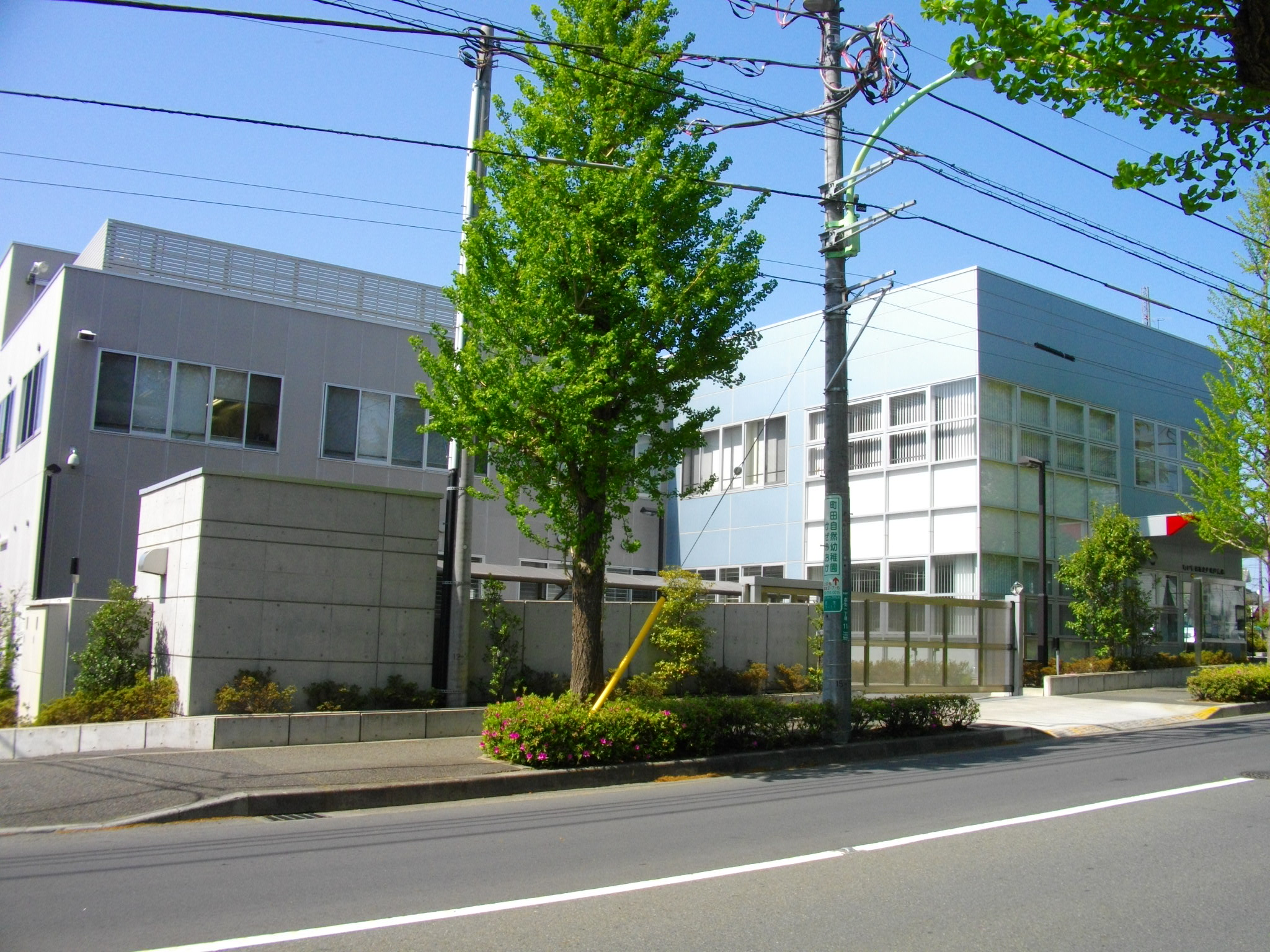
忠生地区交番

- 忠生郵便局 - 2017年1月に図師町から移転[9]。

農業協同組合
- JA町田市忠生支店

公園
- 町田市立忠生公園

寺院

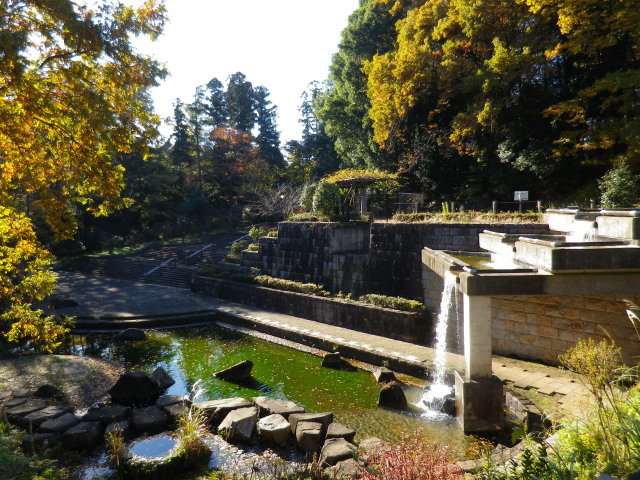
忠生公園

- 簗田寺 - 曹洞宗の仏教寺院。山号は東向山。寛永6年（1629年）、簗田正勝の発願により創建。